# Todor Stoikow

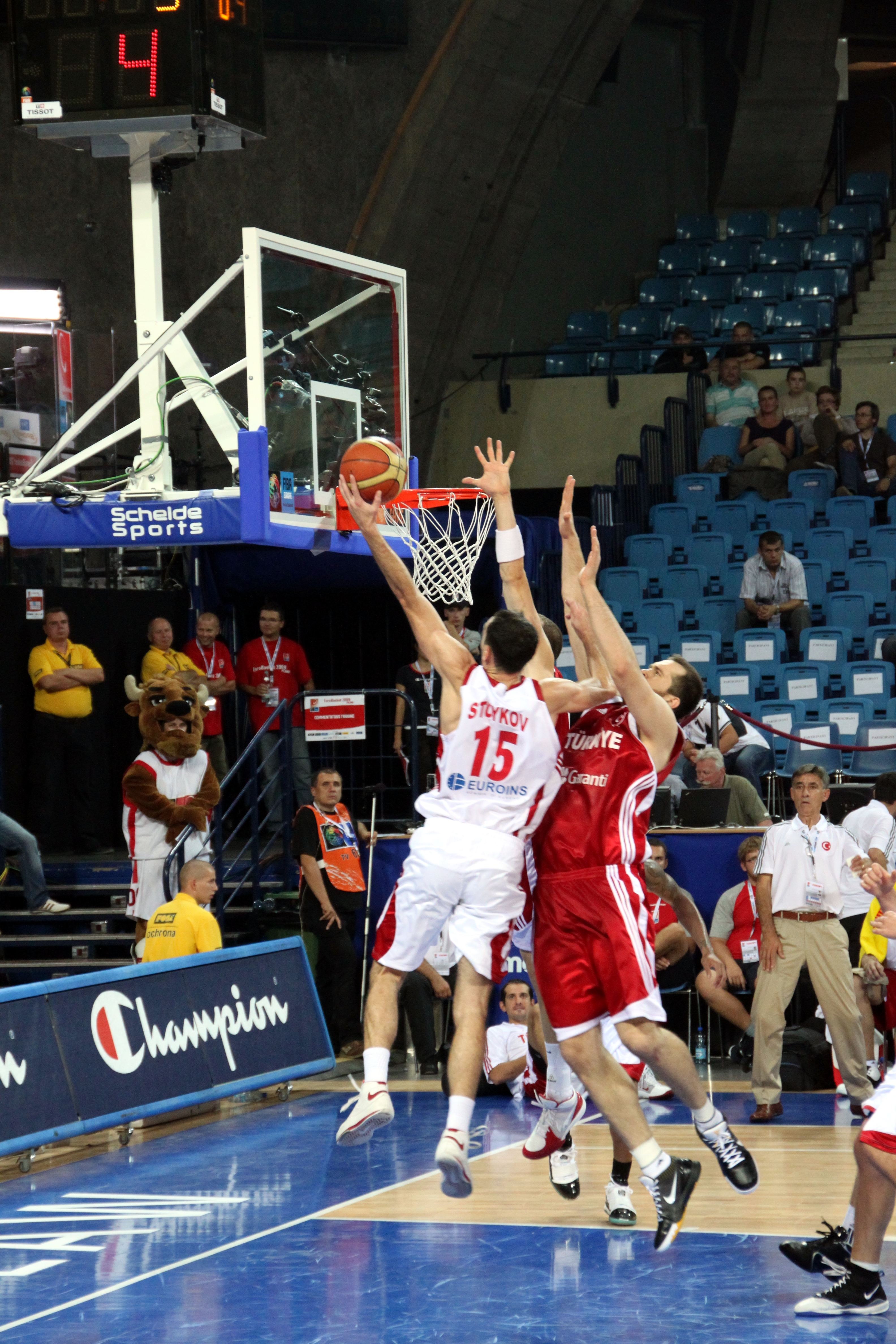
Todor Stoikow (Rückennummer 15) bei der EM 2009

Todor Stoikow (bulgarisch Тодор Стойков; * 3. März 1977 in Warna) ist ein ehemaliger bulgarischer Basketballspieler.

## Werdegang
Der 1,98 Meter große Flügelspieler verließ seinen Heimatverein Tscherno More Warna im Jahr 2000, nachdem er mit der Mannschaft 1998 und 1999 Staatsmeister geworden war, und spielte beim deutschen Bundesligisten Bayer Leverkusen vor. Zu einem Vertragsabschluss kam es nicht, Stoikow wurde dann vom italienischen Erstligisten Cordiviari Roseto verpflichtet. Er bestritt in der Saison 2000/01 sieben Ligaspiele für Roseto, blieb aber Ergänzungsspieler. Im Dezember 2000 kam es zur Trennung, der Bulgare wechselte zum italienischen Zweitligisten Longobardi Scafati. Dort kam er besser zurecht und erzielte bis zum Ende der Saison 2000/01 in 27 Einsätzen im Schnitt 14,5 Punkte je Begegnung.
Nach seiner Rückkehr in sein Heimatland gehörte Stoikow in der Saison 2001/02 zuerst wieder dem Aufgebot von Tscherno More Warna an, im Dezember 2001 wechselte er innerhalb der Liga zu Akademik Sofia. 2003 und 2004 wurde er mit der Hauptstadtmannschaft bulgarischer Meister. Während der Saison 2003/04 weilte er kurzzeitig beim französischen Erstligisten SLUC Nancy, kam aber nicht zum Einsatz und ging zu Akademik Sofia zurück. 2005 wurde er wieder bulgarischer Meister Im Februar 2006 versuchte Stoikow wieder den Sprung ins Ausland und wechselte zu Pamesa Valencia in die spanische Liga ACB. Er stand für Valencia in neun Ligabegegnungen auf dem Feld und erreichte 3,4 Punkte je Begegnung. Wieder erfolgte nach diesem kurzen Abstecher die Rückkehr in sein Heimatland, Stoikow schloss sich erneut Akademik Sofia an. Für die Mannschaft spielte er bis 2013 und trug in den Spieljahren 2006/07, 2007/08, 2008/09, 2009/10, 2010/11, 2011/12 und 2012/13 zu weiteren bulgarischen Meistertiteln bei. Anlässlich seines Rücktritts vom Leistungssport im Jahr 2013 wurde Stoikow als der beste bulgarische Basketballspieler der vorangegangenen 15 Jahre bezeichnet. Er wurde acht Mal Bulgariens Basketballer des Jahres.

### Nationalmannschaft
Stoikow nahm an den Europameisterschaften 2005 und 2009 teil. Bei der EM 2005 stand er mit 19,3 Punkten je Begegnung auf dem zweiten Platz der Korbjägerliste.